# Helsingborgs-Posten Skåne-Halland

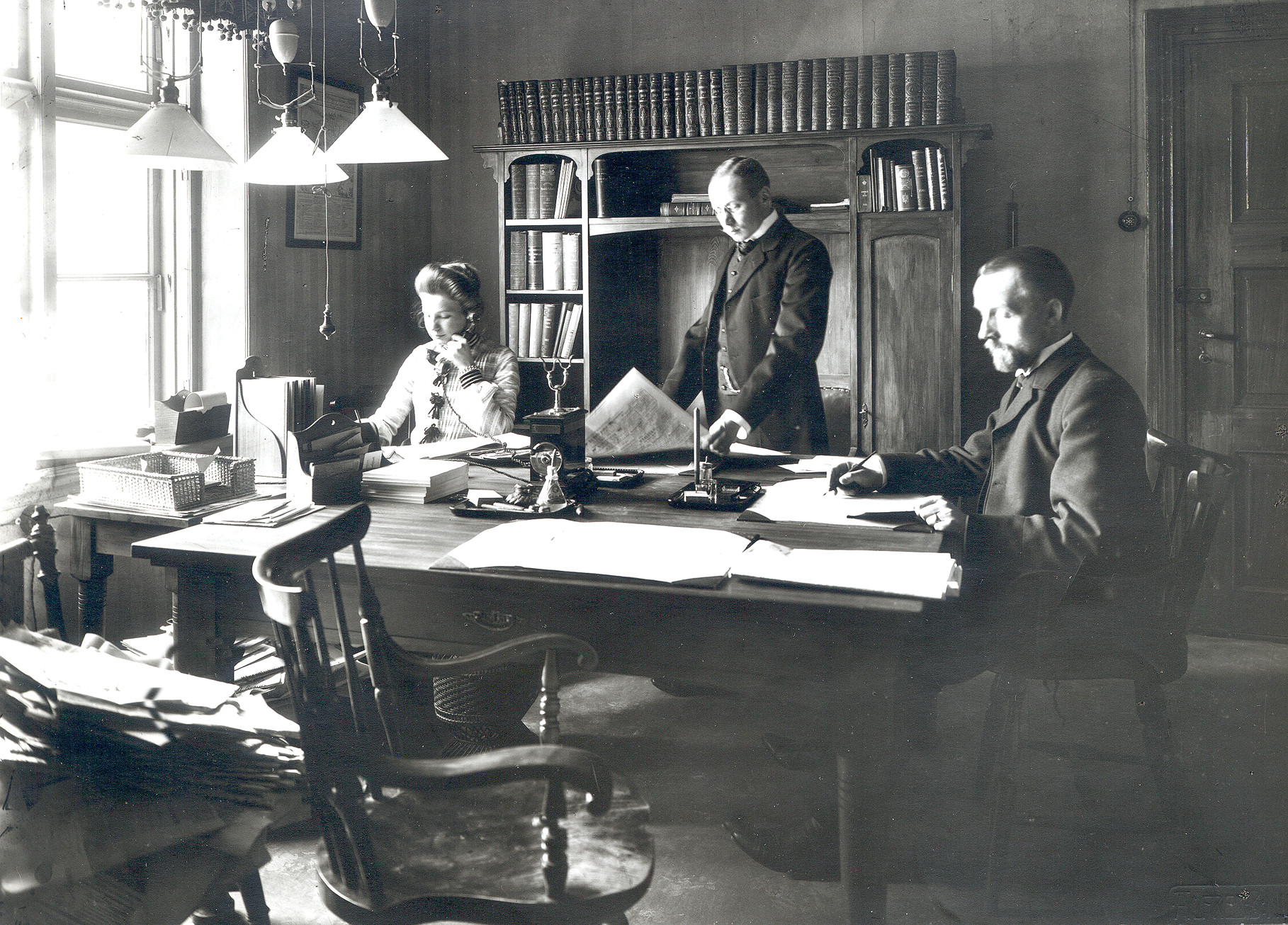
Helsingborgs-Postens redaktion vid Södra Storgatan 15 1903. På bilden syns Elin Wägner till vänster.

Helsingborgs-Posten Skåne-Halland var en konservativ eftermiddagstidning som utgavs i Helsingborg mellan 1887 och 1951.
Tidningen startades på initiativ av konsul Nils Persson, landstingsman Ola Persson och civilingenjör Alf Larsson, då dessa tyckte det behövdes en motvikt till den radikala och frisinnade tidningen Öresunds-Posten. Utgivningsbeviset utfärdades 1887 till filosofie doktorn Robert Frans Vilhelm In de Betou och hette ursprungligen endast Skåne-Halland. De första fyra åren utkom tidningen varannan dag, men tack vare ett bidrag från godsägaren Peter von Möller kunde tidningen från och med 1891 komma ut varje dag, nu som kvällstidning. Samtidigt döptes tidningen om till Helsingborgs-Posten Skåne-Halland. År 1893 köpte man upp Skånes Allehanda och i och med detta började man utge en ny söndagsbilaga kallad Skånes Allehanda Helsingborgs-Postens Veckoblad, med Skånes Allehandas tidigare chefredaktör Carl August Cederborg som redaktör. Cederborg blev senare chefredaktör för hela tidningen mellan 1895 och 1897. Samma år som Cederborg slutade köptes tidningen upp av Gustav Eriksson. Under perioden 1909–1931 var Sven Åkerberg chefredaktör för tidningen, som gav tidningen en allt mer konservativ profil. År 1950 hotades Helsingborgs-Posten av nedläggning och köptes 1951 upp av Helsingborgs Dagblad för en symbolisk summa. Utgivningen av tidningen fortsatte dock i form av en kvällstidning kallad Kvällsnytt fram till 1955.
Flera person som senare kom att bli kända som författare arbetade under en tid på Helsingborgs-Posten. Chefredaktören Cederborg är ett exempel, men än mer kända är Elin Wägner, som jobbade som recensent på tidningen åren 1903-1904, och Birger Sjöberg, som från 1907 arbetade som reporter och kåsör under signaturen Päta. Sjöberg publicerade även böckerna Fridas bok och Kvartetten som sprängdes under sin tid på tidningen.